# Wugigarra wunderlichi
Wugigarra wunderlichi là một loài nhện trong họ Pholcidae. Loài này được phát hiện ở Queensland.